# Familia indexada
En matemáticas, una familia, o familia indexada, es informalmente una colección de objetos, cada uno de ellos asociado con un índice de algún conjunto índice. Por ejemplo, una familia de números reales, indexada por el conjunto de los números enteros, es una colección de números reales, donde una función determinada selecciona un número real para cada número entero (posiblemente el mismo) como indexación.
Más formalmente, una familia indexada es una función matemática junto con su dominio {\displaystyle I} y su imagen {\displaystyle X} (es decir, las familias indexadas y las funciones matemáticas son técnicamente idénticas, solo que los puntos de vista son diferentes). A menudo se hace referencia a los elementos del conjunto {\displaystyle X} como los que componen la familia. Desde esta visión, las familias indexadas se interpretan como colecciones de elementos indexados en lugar de funciones. El conjunto {\displaystyle I} se denomina "conjunto índice" de la familia, y {\displaystyle X} es el propio "conjunto indexado".
Las secuencias son un tipo de familias indexadas por números naturales. En general, el conjunto de índices {\displaystyle I} no está restringido a ser numerable. Por ejemplo, se podría considerar una familia innumerable de subconjuntos de números naturales indexados por los números reales.

## Definición formal
Sean los conjuntos {\displaystyle I} y {\displaystyle X}; y sea {\displaystyle f} una función tal que
{\displaystyle {\begin{aligned}f~:~&I\to X\\&i\mapsto x_{i}=f(i),\end{aligned}}}
donde {\displaystyle i} es un elemento de {\displaystyle I} y la imagen {\displaystyle f(i)} de {\displaystyle i} bajo la función {\displaystyle f} se denota por {\displaystyle x_{i}}. Por ejemplo, {\displaystyle f(3)} se denota por {\displaystyle x_{3}.} El símbolo {\displaystyle x_{i}} se utiliza para indicar que {\displaystyle x_{i}} es el elemento de {\displaystyle X} indexado por {\displaystyle i\in I.} La función {\displaystyle f} establece así una familia de elementos en {\displaystyle X} indexados por {\displaystyle I,} que se denota por {\displaystyle \left(x_{i}\right)_{i\in I},} o simplemente {\displaystyle \left(x_{i}\right)} si se supone que se conoce el conjunto de índices. A veces se utilizan corchetes angulares o llaves en lugar de paréntesis, aunque el uso de llaves implica el riesgo de confundir familias indexadas con conjuntos.
Las funciones y las familias indexadas son formalmente equivalentes, ya que cualquier función {\displaystyle f} con un dominio {\displaystyle I} induce una familia {\displaystyle (f(i))_{i\in I}} y viceversa. Ser elemento de una familia equivale a estar en el rango de la función correspondiente. En la práctica, sin embargo, la familia se considera una colección más que una función.
Cualquier conjunto {\displaystyle X} da lugar a una familia {\displaystyle \left(x_{x}\right)_{x\in X},} donde {\displaystyle X} está indexado por sí mismo (lo que significa que {\displaystyle f} es la función de identidad). Sin embargo, las familias se diferencian de los conjuntos en que el mismo objeto puede aparecer varias veces con diferentes índices en una familia, mientras que un conjunto es una colección de objetos distintos. Una familia contiene cualquier elemento exactamente una vez si y solo si la función correspondiente es inyectiva.
Una familia indexada {\displaystyle \left(x_{i}\right)_{i\in I}} define un conjunto {\displaystyle {\mathcal {X}}=\{x_{i}:i\in I\},} es decir, la imagen de {\displaystyle I} bajo {\displaystyle f.} Dado que no es necesario que la aplicación {\displaystyle f} sea inyectiva, puede existir {\displaystyle i,j\in I} con {\displaystyle i\neq j} tal que {\displaystyle x_{i}=x_{j}.} Por lo tanto, {\displaystyle |{\mathcal {X}}|\leq |I|}, donde {\displaystyle |A|} denota el cardinal del conjunto {\displaystyle A.} Por ejemplo, la secuencia {\displaystyle \left((-1)^{i}\right)_{i\in \mathbb {N} }} indexada por los números naturales {\displaystyle \mathbb {N} =\{1,2,3,\ldots \}} tiene el conjunto de imágenes {\displaystyle \left\{(-1)^{i}:i\in \mathbb {N} \right\}=\{-1,1\}.} Además, el conjunto {\displaystyle \{x_{i}:i\in I\}} no contiene información sobre ninguna estructura en {\displaystyle I.} Por lo tanto, al utilizar un conjunto en lugar de una familia, se podría perder parte de la información. Por ejemplo, un orden en el conjunto de índices de una familia induce un orden en la familia, pero no un orden en el conjunto de imágenes correspondiente.

### Subfamilia indexada
Una familia indexada {\displaystyle \left(B_{i}\right)_{i\in J}} es una subfamilia de una familia indexada {\displaystyle \left(A_{i}\right)_{i\in I},} si y solo si {\displaystyle J} es un subconjunto de {\displaystyle I} y {\displaystyle B_{i}=A_{i}} se aplica a todos los {\displaystyle i\in J.}

## Ejemplos

### Vectores indexados
Por ejemplo, considérese la siguiente oración:

Los vectores {\displaystyle v_{1},\ldots ,v_{n}} son linealmente independientes.

Aquí, {\displaystyle \left(v_{i}\right)_{i\in \{1,\ldots ,n\}}} denota una familia de vectores. El {\displaystyle i}-ésimo vector {\displaystyle v_{i}} solo tiene sentido con respecto a esta familia, ya que los conjuntos están desordenados, por lo que no existe un {\displaystyle i}-ésimo vector de un conjunto. Además, la independencia lineal se define como una propiedad de una colección; y por lo tanto, es importante si estos vectores son linealmente independientes como conjunto o como familia. Por ejemplo, si se considera {\displaystyle n=2} y {\displaystyle v_{1}=v_{2}=(1,0)} como el mismo vector, entonces el "conjunto" de ellos consta de un solo elemento (ya que el conjunto es una colección de elementos distintos desordenados) y es linealmente independiente, pero la familia contiene los mismos elementos dos veces (ya que está indexado de manera diferente) y es linealmente dependiente (los mismos vectores son linealmente dependientes).

### Matrices
Supóngase que un texto afirma lo siguiente:

Una matriz cuadrada {\displaystyle A} es invertible si y solo si las filas de {\displaystyle A} son linealmente independientes.

Como en el ejemplo anterior, es importante que las filas de {\displaystyle A} sean linealmente independientes como familia, no como conjunto. Por ejemplo, considérese la matriz:
{\displaystyle A={\begin{bmatrix}1&1\\1&1\end{bmatrix}}.}
El conjunto de las filas consta de un solo elemento {\displaystyle (1,1)} ya que un conjunto está formado por elementos únicos, por lo que es linealmente independiente, pero la matriz no es invertible, ya que su determinante es 0. Por otro lado, la familia de las filas contiene dos elementos indexados de manera diferente, como la primera fila {\displaystyle (1,1)} y la segunda fila {\displaystyle (1,1)}, por lo que es linealmente dependiente. Por lo tanto, la afirmación es correcta si se refiere a la familia de filas, pero incorrecta si se refiere al conjunto de filas. La afirmación también es correcta cuando se interpreta que "las filas" se refieren a un multiconjunto, en el que los elementos también se mantienen distintos pero que carece de parte de la estructura de una familia indexada.

### Otros ejemplos
Sea {\displaystyle \mathbf {n} } el conjunto finito {\displaystyle \{1,2,\ldots n\},} donde {\displaystyle n} es un número entero positivo.
- Un par ordenado (2-tupla) es una familia indexada por el conjunto de dos elementos, {\displaystyle \mathbf {2} =\{1,2\};} cada elemento del par ordenado está indexado por cada elemento del conjunto {\displaystyle \mathbf {2} .}
- Una {\displaystyle n}-tuple es una familia indexada por el conjunto {\displaystyle \mathbf {n} .}
- Una secuencia infinita es una familia indexada por los números naturales.
- Una lista es una {\displaystyle n}-tupla para un {\displaystyle n} no especificado o una secuencia infinita.
- Una matriz de orden {\displaystyle n\times m} es una familia indexada por el producto cartesiano {\displaystyle \mathbf {n} \times \mathbf {m} }, cuyos elementos son pares ordenados (por ejemplo, {\displaystyle (2,5)} indexa el elemento de la matriz en la segunda fila y la quinta columna).
- Una red es una familia indexada por un conjunto dirigido.

## Operaciones sobre familias indexadas
Los conjuntos de índices se utilizan a menudo en sumas y otras operaciones similares. Por ejemplo, si {\displaystyle \left(a_{i}\right)_{i\in I}} es una familia indexada de números, la suma de todos esos números se denota por
{\displaystyle \sum _{i\in I}a_{i}.}
Cuando {\displaystyle \left(A_{i}\right)_{i\in I}} es una familia de conjuntos, la unión de todos esos conjuntos se denota por
{\displaystyle \bigcup _{i\in I}A_{i}.}
Lo mismo ocurre con la intersección y el producto cartesiano.

## Uso en teoría de categorías
El concepto análogo en teoría de categorías se llama diagrama. Un diagrama es un funtor que da lugar a una familia indexada de objetos en una categoría C, indexados por otra categoría J y relacionados por morfismos dependientes de dos índices.